# Frans Eemil Sillanpää

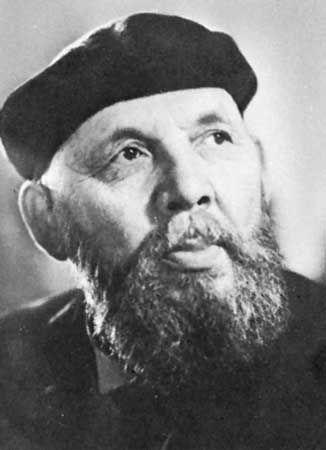
Frans Eemil Sillanpää

Frans Eemil Sillanpää [ˈfrɑns ˈɛːmil ˈsilːɑnpæː]  (* 16. September 1888 in Kierikkala, Gemeinde Hämeenkyrö; † 3. Juni 1964 in Helsinki) war ein finnischer Schriftsteller. 1939 erhielt er den Literatur-Nobelpreis.

## Leben

### Jugend
Sillanpääs Eltern stammten beide aus Landbesitzerfamilien, die jedoch in wirtschaftliche Not geraten waren. Der Vater hieß eigentlich Frans Koskinen, wurde aber gemäß finnischem Brauch nach seiner Hütte Sillanpää (dt. „Brückenkopf“) genannt. Der Tagelöhner verdiente sich noch etwas Geld durch einen winzigen Laden in seiner Hütte hinzu. Frans Eemil Sillanpää erlebte hier die Armut, die später das beherrschende Thema seiner Romane Das fromme Elend und Silja, die Magd wurde.

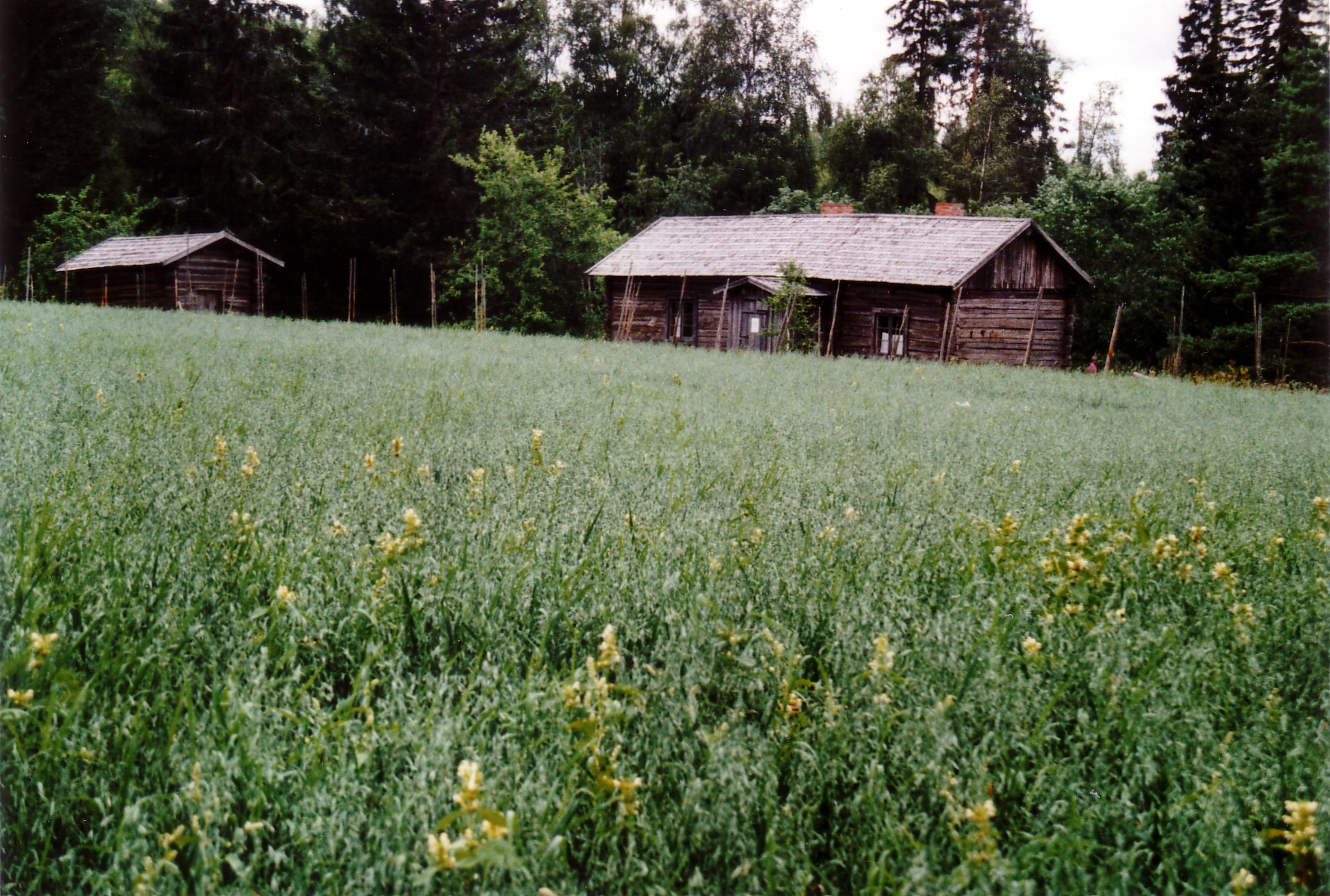
Der Geburtsort von Frans Eemil Sillanpää

Zwei Geschwister waren früh gestorben. Zu dieser Zeit gab es im Großfürstentum Finnland – damals Teil des Russischen Reichs – keine allgemeine Schulpflicht. Die Eltern taten jedoch alles ihnen Mögliche, Frans Eemil Bildung zu verschaffen. Sie schickten ihn zunächst auf eine Grundschule nach Hankijärvi, 1896 dann auf das Städtische Gymnasium in Tampere. Da die Eltern die Kosten nicht mehr tragen konnten, verschaffte ihm der Direktor des Gymnasiums eine Hauslehrerstelle bei einem reichen Industriellen.
Nach dem Abitur zog Sillanpää 1908 nach Helsinki, wo er sich an der kaiserlichen Alexander-Universität für ein Studium der Naturwissenschaften einschrieb. Allerdings legte er in insgesamt fünf Studienjahren keine Prüfung ab. Eine Folge seines Studiums war jedoch, dass er sich als Materialist verstand. Er wurde Mitglied einer Künstlergruppe – ihre berühmtesten Vertreter waren der Maler Pekka Halonen und der Komponist Jean Sibelius –, die sich in Tuusula zusammengefunden hatte.
Während des Studiums litt Sillanpää unter Angstzuständen. 1913 kehrte er ins Haus seiner Eltern zurück, die nach Heinijärvi umgezogen waren. Ihr bescheidenes Heim ist in der finnischen Literatur als Töllinmäki („Die Hütte am Hügel“) bekannt geworden. Hier lernte er die 17-jährige Tochter eines Pächters, Sigrid Maria Salomäki, kennen, die er zwei Jahre später heiratete.

### Der Schriftsteller
1914 veröffentlichte die Zeitung Uusi Suometar mehrere literarische Skizzen und Novellen unter dem Pseudonym „E. Syväri“. Die Texte des unbekannten Autors erregten Aufsehen, und der Verlag Werner Söderström aus Porvoo nahm Kontakt auf. Im Herbst 1916 erschien hier der erste Roman Sonne des Lebens, der großen Erfolg hatte. Den Finnischen Bürgerkrieg erlebte Sillanpää in Hämeenkyrö, ohne sich an den Kämpfen zu beteiligen. Seine Sympathie lag jedoch eindeutig auf Seiten der Linken. Er verarbeitete das Geschehen in dem Roman Das fromme Elend (auch unter dem Titel: „Sterben und Auferstehen“), der bereits 1919 veröffentlicht wurde.
Die beiden Erstlingswerke Sillanpääs hatten große Erwartungen geweckt, und Sillanpää stand seitdem unter dem Druck, den großen, finnischen Roman zu schreiben. Die seitdem erscheinenden Novellen und Erzählungen enttäuschten jedoch in dieser Hinsicht. Sillanpää hatte in Töllinmäki sich mit dem Bau eines Hauses und der Gründung einer inzwischen auf sechs Kinder angewachsenen Familie finanziell übernommen. Sein Verleger versuchte ihm zu helfen, indem er ihm 1926 die Redaktion der Zeitschrift Panu anbot, wozu die Familie jedoch nach Porvoo umziehen musste.
Die Schulden nahmen weiter zu, und 1929 wandte sich Sillanpää an die Konkurrenz, das Verlagshaus Otava, dem er sein gesamtes künftiges Werk anbot. Der Verleger Alvar Renqvist ging darauf ein und wurde auch der Verwalter von Sillanpääs finanziellen Angelegenheiten. In der Folge zog Sillanpää 1930 nach Helsinki um. Dadurch besserten sich seine Arbeitsbedingungen so, dass die drei großen Romane Silja, die Magd, Eines Mannes Weg und Menschen in der Sommernacht entstehen konnten. Mitte der 1930er Jahre galt Sillanpää als der beste Schriftsteller Finnlands. 1936 erschien noch die Novellensammlung Viidestoista.

### Nobelpreis für Literatur

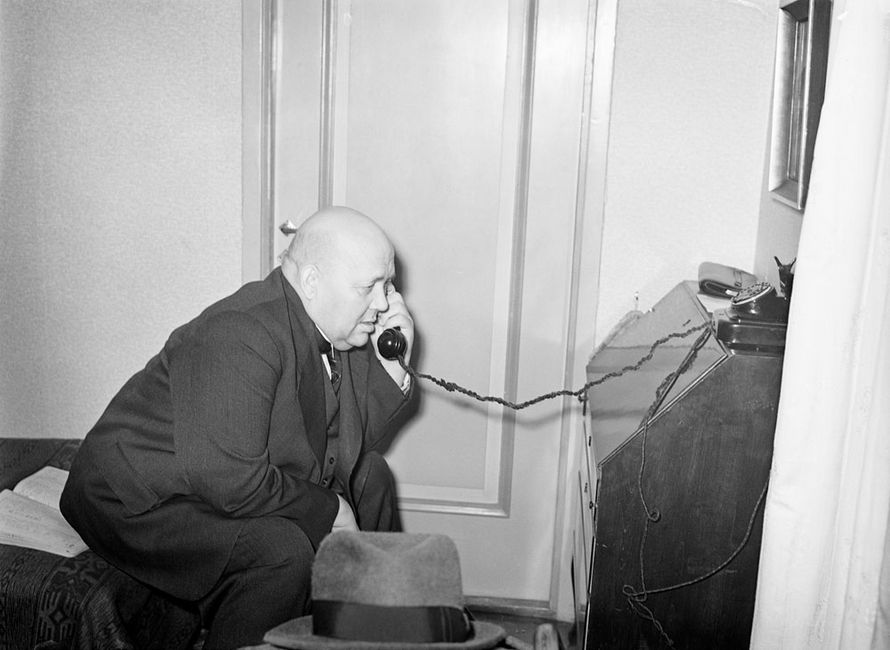
Sillanpää erhält die Nachricht von der Verleihung des Nobelpreises.

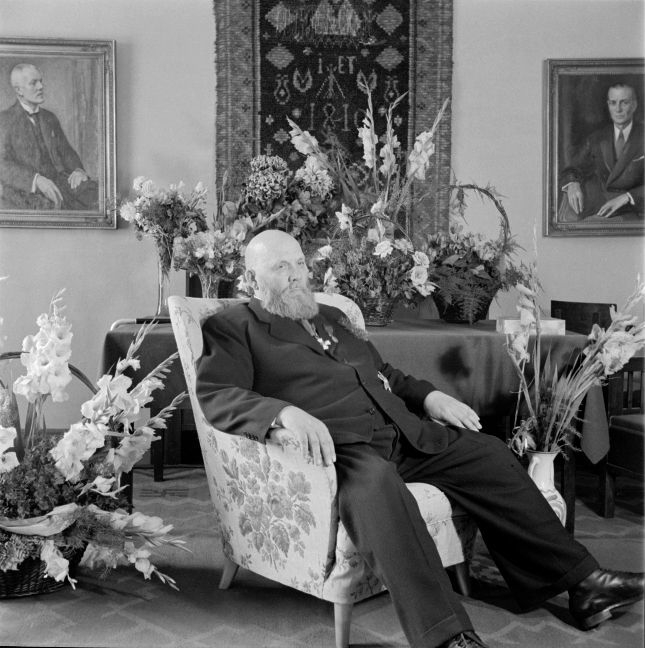
Sillanpää an seinem 60. Geburtstag 1948

Der Nobelpreis an Frans Eemil Sillanpää war der erste und bislang einzige, der an einen Finnen verliehen wurde. Der Schriftsteller war seit 1930 jedes Jahr vorgeschlagen worden. Ein Problem war, dass kein Mitglied der Schwedischen Akademie des Finnischen mächtig war, sodass sie nur nach den auf Schwedisch vorliegenden Übersetzungen urteilen konnten. Innenpolitisch waren die finnischen Bestrebungen ein Hindernis, Schwedisch als zweite Amtssprache in Finnland abzuschaffen. Eine Zeitlang wurde diskutiert, den Preis auf Sillanpää und den Finnlandschweden Bertel Gripenberg aufzuteilen, womit auch ein Repräsentant des „weißen“ Finnlands neben dem „roten“ Sillanpää ausgezeichnet worden wäre (vgl. „Finnischer Bürgerkrieg“). Schließlich entschied sich die Akademie jedoch für Sillanpää allein. Die meisten seiner Werke lagen auf Schwedisch übersetzt vor, häufig waren sie gleichzeitig mit dem finnischen Original erschienen. Bis zuletzt hielt aber Per Hallström, der Ständige Sekretär der Akademie, Sillanpää nicht für preiswürdig.
Ausschlaggebend war dann die politische Situation zu einem Zeitpunkt, als Finnland von der Sowjetunion bedroht wurde („Winterkrieg“). Sillanpää scheinen diese Umstände bewusst gewesen zu sein; denn er reagierte auf die Nachricht mit den Worten: „Diese Auszeichnung gilt meinem Land und mir zu gleichen Teilen.“ Wegen des Beginns des Zweiten Weltkriegs wurde dieser Nobelpreis außerhalb Skandinaviens kaum wahrgenommen. Aus demselben Grund gab es auch keine öffentliche Feier; Sillanpää fuhr jedoch nach Stockholm, wo ihm der Preis in einer regulären Sitzung der Schwedischen Akademie überreicht wurde. Der Literatur-Nobelpreis wurde danach bis 1944 nicht mehr verliehen.

### Letzte Lebensjahre
Die weiterhin wachsenden Schulden, die Folgen des Alkoholmissbrauchs sowie der Tod seiner Frau Sigrid Anfang 1939 führten zu Erschöpfungszuständen. Als ihm im November desselben Jahres der Nobelpreis für Literatur zuerkannt wurde, war Sillanpää eindeutig alkoholkrank. Seine zweite Frau, Anna von Hertzen, begleitete ihn nach Schweden. Im März 1940 wurde seine zweite Ehe geschieden, und Sillanpää wurde in eine psychiatrische Klinik eingewiesen. Nach seiner Entlassung verbrachte er den Rest seines Lebens bei seinen Kindern und Enkeln in der Nähe von Helsinki.
Nach dem Nobelpreisträger wurde der Asteroid (1446) Sillanpää benannt. Sillanpääs Haus in Töllinmäki ist heute ein Museum.

## Rezeption in Deutschland
Das erste komplett ins Deutsche übersetzte Werk war 1932 Silja, die Magd. Im folgenden Roman Eines Mannes Weg wurde die Szene eines Zechgelages gestrichen, weil sie als nicht vereinbar mit den Qualitäten arischen Bauerntums galt. Nachdem Sillanpää in der sozialdemokratischen Zeitung Suomen Sosialidemokraatti einen kritischen „Weihnachtsbrief an die Diktatoren“ Hitler, Stalin und Mussolini veröffentlicht hatte, wurden seine Bücher im nationalsozialistischen Deutschland verboten.

## Werke
- Elämä ja aurinko (Roman, 1916)
  - Sonne des Lebens, dt. Edzard Schaper (1951)
- Ihmislapsia elämän saatossa (Erzählungen, 1917)
- Rakas isänmaani (Erzählungen, 1919)
- Hurskas kurjuus (Roman, 1919)
  - Das fromme Elend, dt. Edzard Schaper, Werner Classen, Zürich 1948
  - Sterben und Auferstehen, dt. Edzard Schaper, Nobelpreis für Literatur Nr. 38, Coron Verlag, Zürich 1956
  - Frommes Elend, dt. Reetta Karjalainen und Anu Katariina Lindemann, Guggolz-Verlag, Berlin 2014, ISBN 978-3-945370-00-1.
- .Hiltu ja Ragnar (Erzählung, 1923).
  - Hiltu und Ragnar, dt. Reetta Karjalainen, Guggolz-Verlag, Berlin 2015, ISBN 978-3-945370-05-6.
- Enkelten suojatit (Erzählungen, 1923),
  - 1938 auszugsweise unter dem Titel „Die kleine Tellervo“ als Nr. 524 in der Insel-Bücherei
- Omistani ja omilleni (1924)
- Maan tasalta (Novellen, 1924)
- Töllinmäki (Erzählungen, 1925)
- Rippi (Novelle, 1928)
- Jokisen Petterin mieliteot (1928)
- Kiitos hetkistä, Herra ... (Novelle, 1929)
- Nuorena nukkunut (Roman, 1931)
  - Silja, die Magd, dt. Rita Öhquist (1932);
  - Jung entschlafen, dt. Reetta Karjalainen, Guggolz-Verlag, Berlin 2017, ISBN 978-3-945370-14-8.
- Miehen tie (Roman, 1932)
  - Eines Mannes Weg, dt. Rita Öhquist (1933)
- Virran pohjalta (Novelle, 1933)
- Ihmiset suviyössä (Roman, 1934)
  - Menschen in der Sommernacht, dt. Rita Öhquist (1936)
- Viidestoista (Novelle, 1936)
- Elokuu (1941)
- Ihmiselon ihanuus ja kurjuus (Roman, 1945)
  - Schönheit und Elend des Lebens, dt. Adulin Kaestlin-Burjam (1947)
- Poika eli elämäänsä (1953)
- Kerron ja kuvailen (1956)
- Päivä korkeimmillaan (Memoiren, 1956)
- Ajatelmia ja luonnehdintoja (1960)